# Денисон, Энтони
Энтони Джон Денисон (англ. Anthony John Denison, род. 20 сентября 1949, Нью-Йорк) — американский актёр.

## Биография
Родился 20 сентября 1949 года в Нью-Йорке. Старший из трех детей.
Учился на бакалавра в государственном университете Нью-Йорка. До своей кинокарьеры работал на разных работах и временно имел собственную строительную компанию. В 1979 году принял участие в любительском театре. Дебютировал в кино в 1981 году. Снялся более чем в семидесяти фильмах. Энтони Джон Дэнисон прославился после исполнении роли Рэя Луки в сериале «Криминальные истории» (1986—1988). Из известных сериалов снимался также в «Мелроуз Плэйс» (1992—1999), «Крутой Уокер» (1993—2001), «Зачарованные» (1998—2006), «C.S.I. Место преступления» (2000—2015), «Детектив Раш» (2003—2010), «Юристы Бостона» (2004—2008), «Касл» (2009—2016).
С 1986 по 2008 год был женат на актрисе Дженнифер Эванс.